# Zanik hamowania

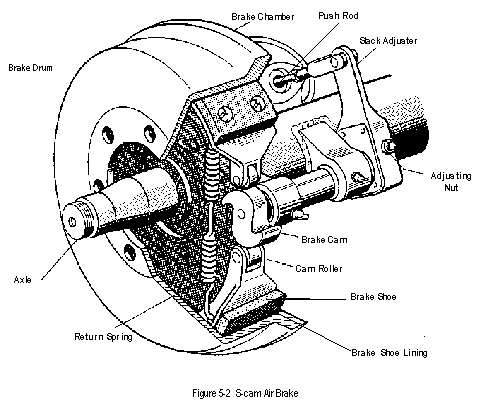
Budowa hamulca samochodowego

Zanik hamowania (brake fade) (z ang. brake – hamowanie, fade – zanikać) – zanikanie siły tarcia wskutek znacznego wzrostu temperatury elementów ciernych. Najczęściej występuje, gdy pojazd porusza się na długim zjeździe a kierowca przez cały czas trzyma nogę na pedale hamulca.
Zjawisko niekorzystnie wpływa na prowadzenie pojazdu, bowiem zmniejsza skuteczność hamowania (zmniejszone tarcie w hamulcu tarczowym lub bębnowym). W ekstremalnych przypadkach efekt ten może spowodować prawie całkowitą utratę zdolności hamującej pojazdu. Aby uniknąć tego typu sytuacji, w samochodach osobowych, przy zjeździe ze wzniesienia, powinno się stosować technikę hamowania silnikiem. W przypadku samochodów ciężarowych, o znacznie większej masie od osobowych, stosowane są dodatkowo specjalne hamulce długotrwałego działania.
Zjawisko fadingu, samo w sobie, nie odnosi się wyłącznie do hamulców. Występuje ono również na okładzinach ciernych np. sprzęgła. W przypadku nadmiernego rozgrzania się sprzęgła, nie jest ono w stanie przenosić odpowiedniego momentu obrotowego. Bierze się je również pod uwagę, komponując mieszanki okładzin ciernych tak, aby odznaczały się możliwie dużą odpornością na przyrost temperatury. Odporność na zjawisko fadingu to jeden z podstawowych czynników rozróżniających sprzęgła i hamulce użytkowe od sportowych.